# 塔瓦内拉德瓦尔达维亚
塔瓦内拉德瓦尔达维亚，是西班牙卡斯蒂利亚-莱昂帕伦西亚省的一个市镇。 总面积22平方公里，总人口50人（2001年），人口密度2人/平方公里。